# Rödbukig blombock
Rödbukig blombock (Stenurella nigra) är en skalbagge i familjen långhorningar. Den är 6 till 9 millimeter lång. 